# Chohachi Irie
Chohachi Irie (入江 長八, Irie Chōhachi), né le 7 septembre 1815 et mort le 8 octobre 1889, est un plâtrier japonais actif de la fin de l'Époque Edo à l'Époque Meiji connu pour ses murs de namako.

## Biographie

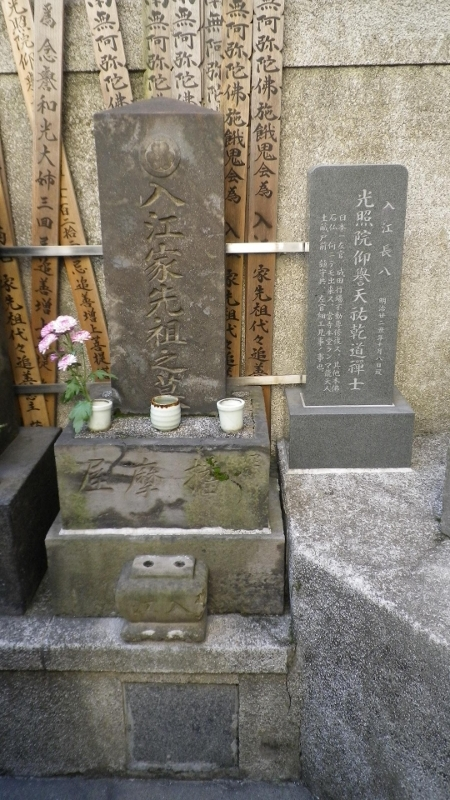
Tombe d'Irie dans l'arrondissement de Taitō à Tokyo.

Chohachi Irie naît dans la douzième année de l'Ère Bunka (1815) dans la Province d'Izu dans ce qui aujourd'hui la ville de Matsuzaki, dans le district de Kamo dans la préfecture de Shizuoka et est le fils aîné d'un fermier pauvre. À six ans, il va étudier au Bodaiji de Jōkanji. Il devient assistant du maître (Tōryō (ja)) de son village, Nisuke Seki (関 仁助), où il devient connu pour sa dextérité.
À l'âge de 20 ans, pendant la quatrième année de l'Ère Tenpō (1833), il va à Edo pour étudier la peinture sous le frère de Tani Bunchō tout en apprenant la sculpture chez Kita Busei (ja), à l'école Kanō. Il y a maîtrisé l'art du plâtre, en dessinant traditionnellement un motif avec une truelle sur un mur de plâtre, puis en y appliquant de la peinture. À 26 ans, il exécute deux œuvres au Yakushidō (ja) de Nihonbashi-Kayabachō (ja) intitulées Dragon Levant (昇り竜 Nobori Ryū) et Dragon Descendant (下り竜 Kudari Ryū) et est devenu connu sous le nom de Chohachi d'Izu (伊豆の長八 Izu no Chōhachi). Pendant la deuxième année de l'Ère Kōka (1845), Irie revient à Jōkanji, sa ville natale, pour la reconstruire et, avec ses deux disciples, exécute des murs de plâtre. Dans le temple de Jōkanji, le Dragon Happō (八方にらみの竜 Happō nirami no ryū) qu'il a effectué est considéré comme un chef-d’œuvre. Depuis 2007, le hall principal du temple est appelé le Chohachi Memorial Hall.
On raconte qu'Irie et ses assistants sont revenus à Edo et qu'ils y ont effectué plusieurs œuvres, notamment au Kan'nondō (観音堂) de Sensō-ji, dans l'arrondissement de Taitō et au Yūten-ji de l'arrondissement de Meguro. En 1877, il participe à la première Exposition Industrielle Nationale. Il revient à son village natal en 1880 et travaille à la mairie et à l'école (ja) d'Iwashina (ja), plus tard fusionné dans la ville de Matsuzaki. Il meurt en 1889 à l'âge de 74 ans dans son domicile de Yanagawa-chō (八名川町) dans le district de Fukagawa dans l'arrondissement de Kōtō. Il est enterré au cimetière de Taitō. Toutefois, deux tombes en son hommage ont été placées à Jōkanji et au temple Asakusa Shōjōji,.
Le manga Chohachi no Yado (ja) réalisé par Yoshiharu Tsuge, nommé d'après Chohachi Irie, a été un grand succès pour l'auteur.

## Œuvres
La plupart de ses œuvres étaient d'un détail incroyable, parfois nécessitant l'observation à la loupe. Beaucoup d'entre elles étaient situées à Edo (Tokyo), centre culturel de l'époque et ont été endommagées ou perdues lors de tremblements de terre ou lors de la Seconde Guerre mondiale. Environ 45 sites subsistent, comme le Sengaku-ji du quartier de Takanawa, dans l'arrondissement de Minato, le temple Yosegi (寄木神社), dans l'arrondissement de Shinagawa, le Hashido Inari (橋戸稲荷) dans l'arrondissement d'Adachi, le Narita-san shinshō-ji dans la préfecture de Chiba ou dans la Maison Matsushiro (ja) à Heda (en), dans la ville de Numazu dans la préfecture de Shizuoka.
Dans sa ville natale à Matsuzaki, on peut retrouver 20 œuvres au Chohachi Memorial Hall du temple de Jōkanji, 50 œuvres au Musée d'art Chohachi d'Izu (ja) et quelques œuvres éparses notamment dans l'école d'Iwashina et au Château de printemps d'Iwashina (春城院 Shunjō-in) ainsi qu'au Ryūtaku-ji de Mishima,.